# أندرو تايلور (لاعب كريكت)
أندرو تايلور (بالإنجليزية: Andrew Taylor)‏ (20 أبريل 1838 في المملكة المتحدة - 5 أبريل 1901 في المملكة المتحدة) هو لاعب كريكت بريطاني (وحمل سابقاً جنسية المملكة المتحدة لبريطانيا العظمى وأيرلندا). لعب مع نادي مقاطعة سري للكريكت ‏.

## وصلات خارجية
- أندرو تايلور على موقع إي آس بي آن كريك إنفو (الإنجليزية)